# Kaito Inaba
Kaito Inaba (jap. 稲葉海人 Inaba Kaito; ur. 18 maja 1999) – japoński zapaśnik walczący w stylu klasycznym. 
Srebrny medalista mistrzostw Azji w 2024 i brązowy w 2025 roku.